# Ustilago rabenhorstiana
Ustilago rabenhorstiana är en svampart som beskrevs av J.G. Kühn 1876. Ustilago rabenhorstiana ingår i släktet Ustilago och familjen Ustilaginaceae.   Inga underarter finns listade i Catalogue of Life.